# Teckentydaren
Teckentydaren är ett album av trubaduren Finn Zetterholm, som gavs ut 1998 på skivbolaget Drömbolaget.

## Låtlista
1. Lady Mac Beth
2. Alice genom spegeln
3. Hubba Bubba
4. Balladen om Mörkret och Ljuset
5. Betty Blue
6. S:t Petersburg
7. Fingrarna på spegeln
8. Maria Magdalenas fotvårdsinstitut
9. Teckentydaren
10. Herodes II
11. Visa mig dina sopor
12. Balladen om Swedenborg och gamla fru Truxa